# Caripeta canidiaria
Caripeta canidiaria là một loài bướm đêm trong họ Geometridae.